# Семигинівський Юліан

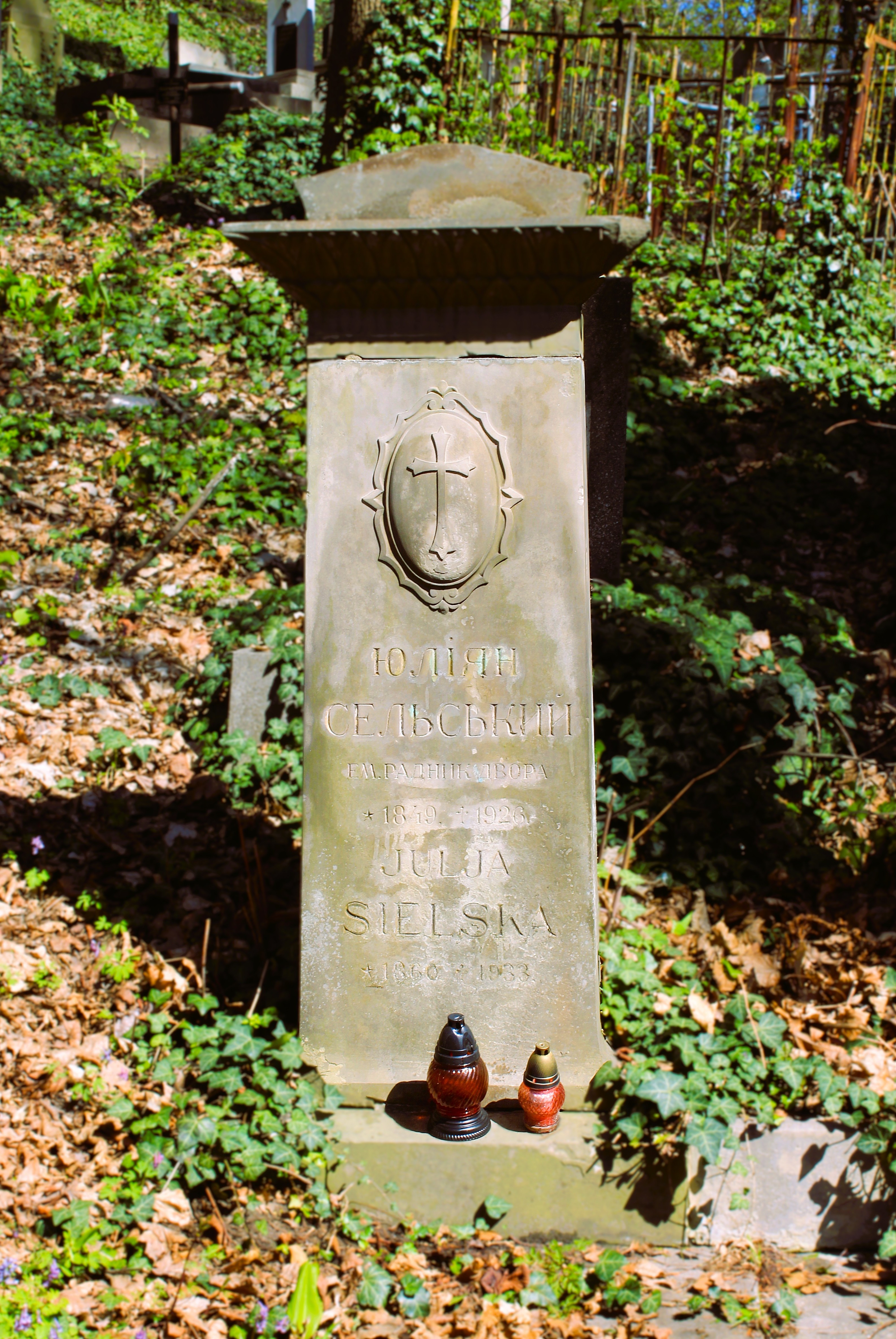
Нагробок на могилі Юліана Сельського.

Юліан (Юліян) Семигинівський (Сельський) (1849 — 1926) — український правник, судовий адвокат, перекладач, публіцист. Радник Крайового суду у Львові.
Співукладач твору «Руський правотар домовий» — першого популярного юридичного довідника для населення, що був написаний «чистою народною мовою». Цей довідник, співукладачем якого був Василь Лукич, виданий у 1885 у Львові коштом Василя Лукича. Обсяг — 432 сторінки. Перекладав з польської (зокрема, «Quo vadis» Генрика Сенкевича), західноєвропейських, російської мов.
Похований на Личаківському цвинтарі, поле № 35.

## Сім'я
Дружина — Юлія Штекель (нім. Stöckel). Син — Сельський Роман Юліанович (1903, Сокаль — 1990).